# Cuajimalpa de Morelos
Cuajimalpa de Morelos là một đô thị thuộc bang Distrito Federal, México. Năm 2005, dân số của đô thị này là 173625 người.